# Нуну Мендіш
Нуну Алешандре Таваріш Мендіш (порт. Nuno Alexandre Tavares Mendes, нар. 19 червня 2002) — португальський футболіст, лівий захисник клубу «Спортінг» і збірної Португалії. На умовах оренди виступає за «Парі Сен-Жермен».

## Клубна кар'єра
Вихованець академії лісабонського «Спортінга».
іВ основному складі «левів» дебютував 12 червня 2020 року в матчі португальської Прімейра-ліги, вийшовши на заміну в матчі проти «Пасуш де Феррейри». 18 червня 2020 року вперше вийшов в стартовому складі «Спортінга» в матчі проти «Тондела». За підсумками сезону 2020/21 виграв з командою чемпіонат та кубок португальської ліги.

## Кар'єра в збірній
Виступав за збірні Португалії до 16, до 17, до 18 і до 19 років.
16 березня 2021 вперше отримав виклик в національну збірну Португалії головним тренером Фернанду Сантушем для участі в матчах відбіркового турніру до чемпіонату світу 2022 року проти збірних Азербайджану, Сербії та Люксембургу. 24 березня 2021 року у віці 18-ти років дебютував у збірній Португалії в домашньому матчі першого туру відбіркового турніру чемпіонату світу 2022 проти збірної Азербайджану (1:0), вийшовши в стартовому складі і провівши на полі всі 90 хвилин.

## Досягнення
«Спортінг»
- Чемпіон Португалії: 2020–21
- Володар Кубка португальської ліги: 2020–21
- Володар Суперкубка Португалії: 2021

«Парі Сен-Жермен»
- Чемпіон Франції (4): 2021–22, 2022–23, 2023–24, 2024–25[7]
- Володар Кубка Франції (2): 2023–24, 2024–25
- Володар Суперкубка Франції (3): 2022, 2023, 2024
- Переможець Ліги чемпіонів УЄФА: 2024–25[8]
- Володар Суперкубка УЄФА (1): 2025

Збірна Португалії
- Переможець Ліги націй УЄФА: 2024-25